# Diparidae

Dipara sp. (слева сверху)

Diparidae (лат.) — семейство паразитических наездников из надсемейства Chalcidoidea отряда перепончатокрылые насекомые. Более 100 видов. Космополиты. До 2022 года в статусе подсемейства Diparinae из семейства Pteromalidae.

## Описание
Характерен половой диморфизм: самки, в основном, короткокрылые или бескрылые, внешне сходные с муравьями; с булавовидными усиками. Самцы макроптерные с нормально развитыми крыльями и длинными усиками. Формула члеников усиков: 1-1-1-7-3. Биология остаётся почти неизученной, предположительно паразитируют на личинках насекомых, обитающих в древесине или в подстилочном слое. Есть данные о паразитировании на жуках-долгоносиках (Curculionidae), а представители рода Myrmicolelaps выведены из оотек богомолов и пупариев мух-цеце (Glossinidae: Glossina).

## Распространение
Встречаются всесветно, наиболее обильно представлены в низинных и горных дождевых тропических лесах. Наибольшее разнообразие на родовом уровне наблюдается в Австралии и Южной Африке.

## Систематика
До 2022 года выделяли от 16 до более чем 30 родов и более 100 видов. В ходе недавней их ревизии (Desjardins, 2007) большая часть родовых таксонов была сведена в синонимы или исключена из подсемейства (Lieparini). Некоторые представители настолько необычны, что например род Pseudoceraphron Dodd, 1924 был первоначально описан в составе другого семейства (Ceraphronidae).
В 2022 году в ходе реклассификации птеромалид это крупнейшее семейство хальцидоидных наездников было разделено на 24 семейства и подсемейство Diparinae выделено в отдельное семейство Diparidae. Три рода (Neapterolelaps, Nosodipara, Pseudoceraphron) были выделены в отдельное подсемейство Neapterolelapinae с неясным положением в Chalcidoidea, так же как и ещё два рода получили статус incertae sedis.
- Cerodipara Desjardins, 2007
- Chimaerolelaps Desjardins, 2007
- Conodipara Hedqvist, 1972
- Conophorisca Hedqvist, 1969
- Dipara Walker, 1833
  - =Africesa, Afrolelaps, Alloterra, Apterolaelaps, Apterolelaps, Diparomorpha, Emersonia, Epilelaps, Grahamisia, Grahamislia, Hispanolelaps, Parurios, Pondia, Pseudipara, Pseudiparella, Trichoryphus, Tricoryphus, Trimicrops, Uriolelaps
- Diparisca Hedqvist, 1964 (в 2016 году выведен из синонимии с родом Spalangiopelta, Ceinae)[5]
- Dozodipara  Desjardins, 2007
- Hedqvistina Koçak, Hüseyinoglu & Kemal, 2008
- Lelaps Walker, 1843
- Myrmicolelaps Hedqvist, 1969
- Netomocera Boucek, 1954

Другие родовые таксоны, до 2022 включаемые в Diparinae:
- Mesolelaps Ashmead, 1901 (статус incertae sedis в Pteromalidae)
- Neapterolelaps Girault, 1913 (перенесён в Neapterolelapinae)
- Neolelaps Ashmead, 1901 (перенесён в Trigonoderinae в Pteromalidae)
- Nosodipara Boucek, 1988 (перенесён в Neapterolelapinae)
- Pseudoceraphron Dodd, 1924 (перенесён в Neapterolelapinae)
- Pyramidophoriella Hedqvist, 1969 (статус incertae sedis в Chalcidoidea)